# Canalicephalus rhinoides
Canalicephalus rhinoides är en stekelart som beskrevs av Van Achterberg 2002. Canalicephalus rhinoides ingår i släktet Canalicephalus och familjen bracksteklar. Inga underarter finns listade.